# Theisa
Theisa ist der östlichste und der nördlichste Ortsteil der Stadt Bad Liebenwerda im Landkreis Elbe-Elster in Brandenburg und liegt acht Kilometer nordöstlich der Stadt linksseitig an der Kleinen Elster im Naturpark Niederlausitzer Heidelandschaft. Der Ort befindet sich teilweise im Naturschutzgebiet Forsthaus Prösa und ist mit seiner Gemarkungsgröße von mehr als 1.700 ha Fläche einer der größten Orte im Landkreis Elbe-Elster.
Theisa gehörte bis zur Eingemeindung im Jahr 1993 zum Kreis Bad Liebenwerda und besitzt derzeit 426 Einwohner.

## Geschichte

Theisa auf einer geschichtlichen Karte des Kreises Liebenwerda (1910).

### Deutung des Ortsnamens
Theisa trat früher als Cisowe in Erscheinung. Dieses Wort stammt aus dem Slawischen und bezieht sich auf Tisova oder Tisovo, welches Eibenort oder Eibenberg bedeutet.

### Ortsgeschichte

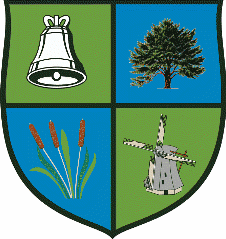
Ortswappen

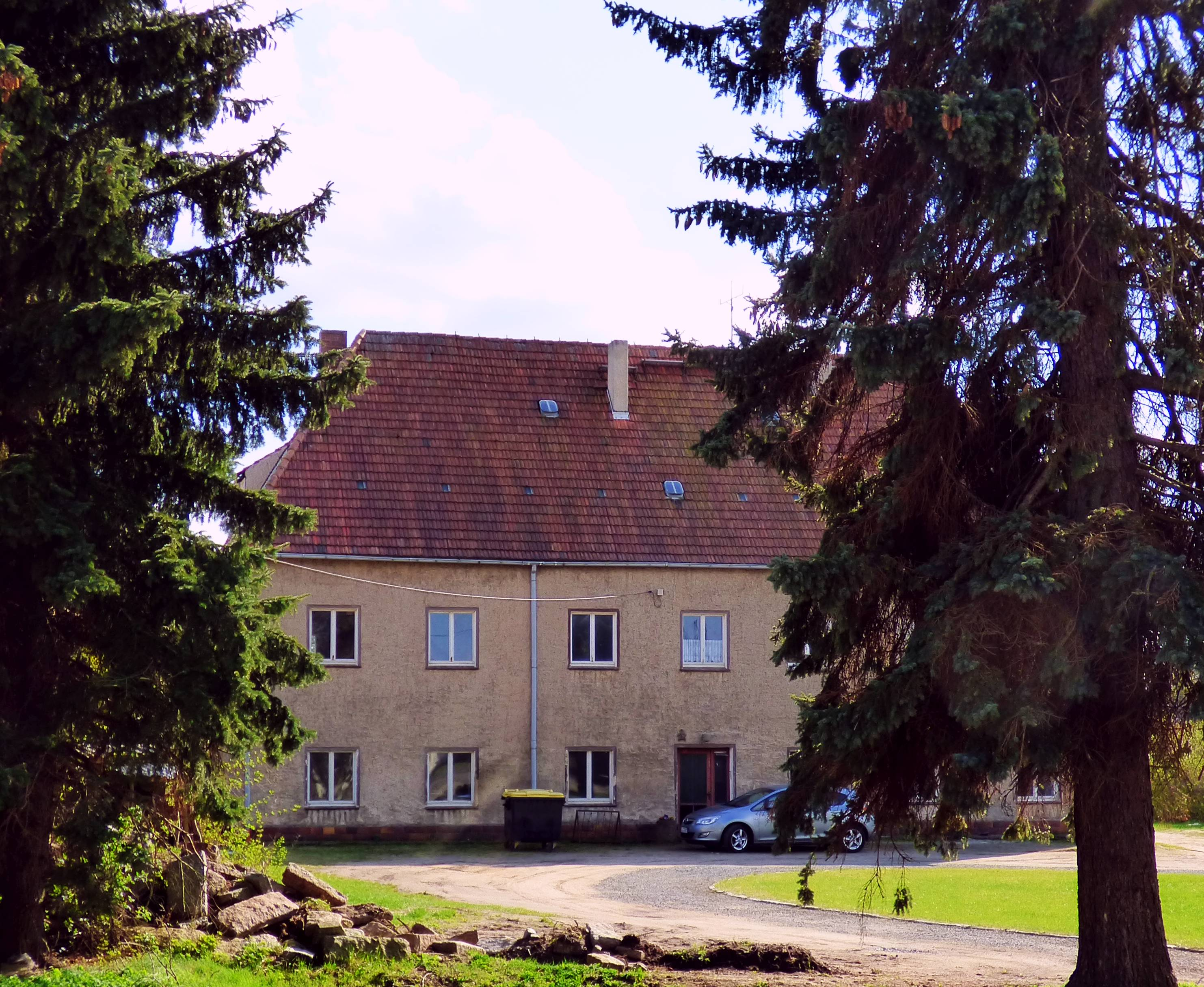
Einstiges Theisaer Rittergut (2018)

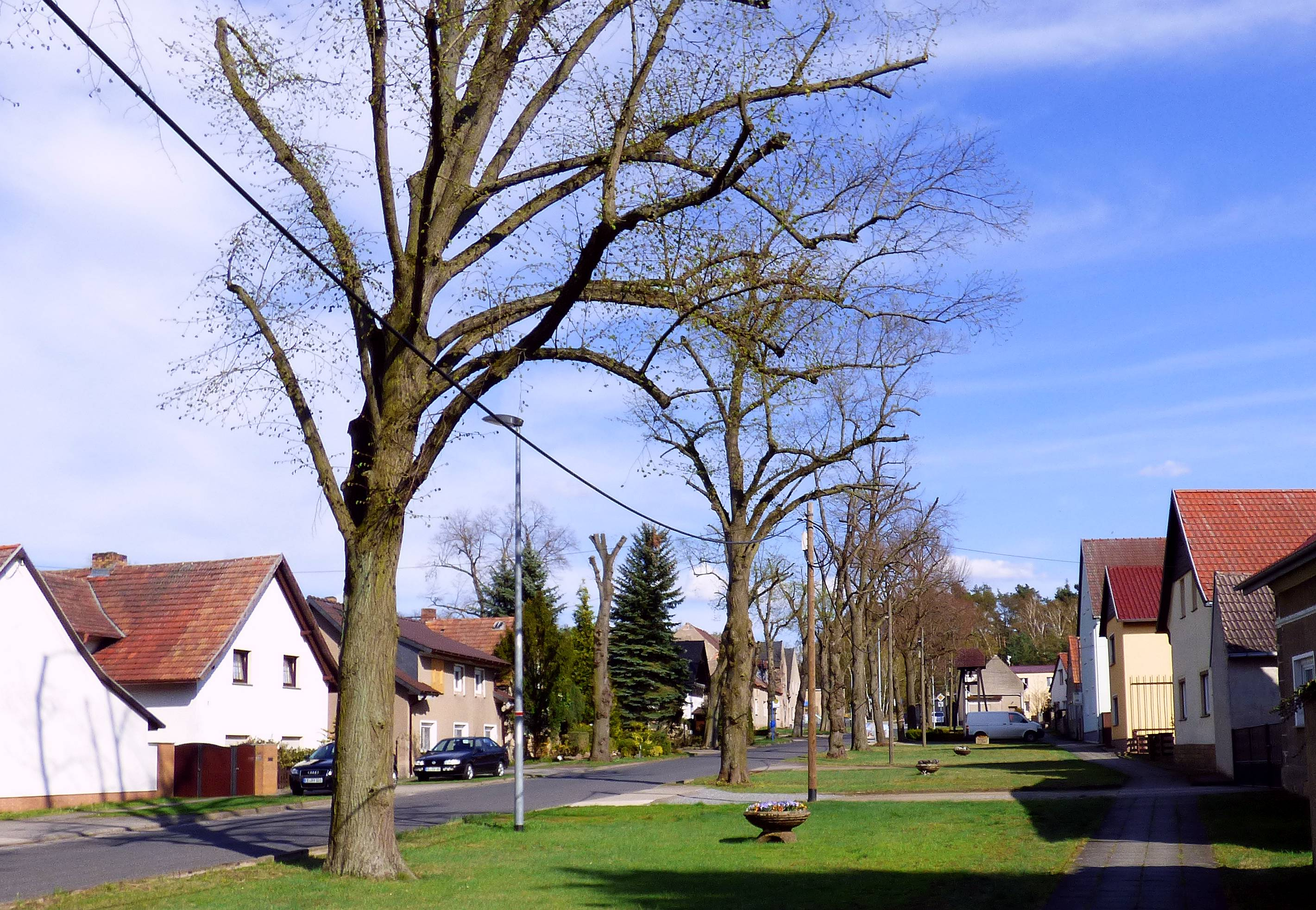
Dorfanger (2018)

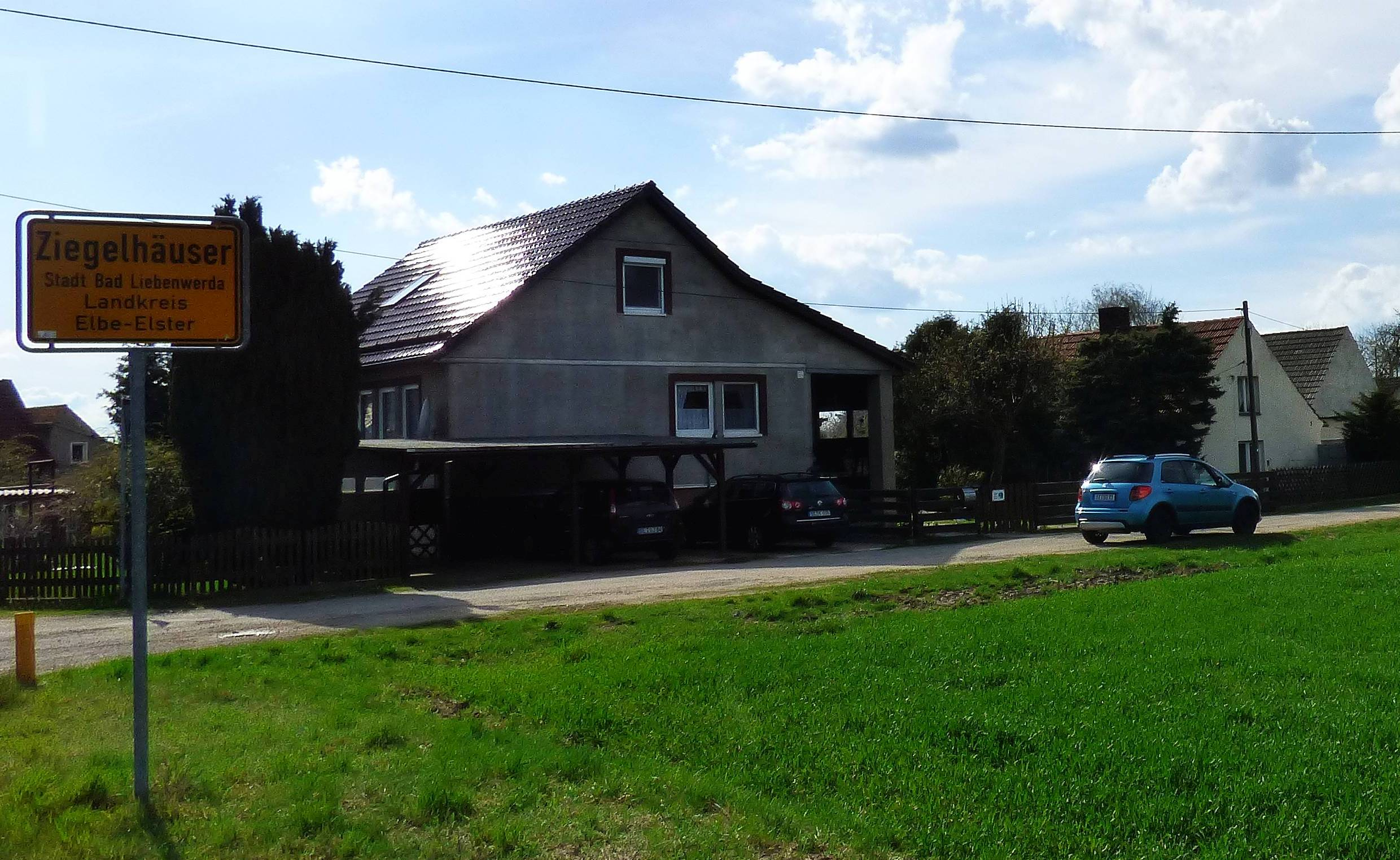
Ziegelhäuser

Die urkundliche Ersterwähnung im Jahr 1202 bezeichnete den Ort als Cisove, welches als Besitztum des einige Jahrzehnte vorher gegründeten Klosters Dobrilugk bestätigt wird. Der Ort ist wahrscheinlich im Zuge des deutschen Landesausbaus durch die Ansiedlung slawischer Bauern entstanden.
1217 kam Theisa im Tausch gegen Kauxdorf mit 12 Hufen und Mönchsdorf, einer Wüstung bei Koßdorf mit 7½ Hufen in den Besitz des Grafen Friedrich von Brehna und fiel, als das Grafenhaus Brehna im Jahre 1290 ausstarb, an den Herzog von Sachsen-Wittenberg.
1499 wurde der Ort wahrscheinlich geteilt, als die Brüder Hans und Matthes von Naptitz, welche damals Eigentümer des Ortes waren, jeweils ihren Anteil verkauften. Bis zur Reformation hatte der Pilgerweg (Pilarum), welcher zwischen Knissen und Theisa verlief, eine besondere Bedeutung. Auf ihm zogen die Pilger aus dem Brandenburgischen nach Liebenwerda zur Kapelle Zum heiligen Kreuz. Ab 1555 ist dann das Rittergut Theisa nachweisbar, welches ursprünglich aus vier aufgekauften Bauerngütern entstand und ab 1596 Abraham von Zschorna gehörte. Den ursprünglichen Besitzern Jacob Richter, Marx Richter, Urban Schmidt sowie Georg Schade blieben durch das Bauernlegen nur ihre Häuser mit Garten und ein Leben als Tagelöhner.
Infolge des Dreißigjährigen Krieges und weiterer Eigentümerwechsels wurden die Felder des Ortes nicht mehr bestellt und 1643 lag Theisa gänzlich wüst. 1672 kaufte Dorothea Elisabeth von Birkholz beide Teile des Dorfes und vereinte es somit wieder. Im Jahre 1681 gab es einer Bauernliste zufolge wieder acht Bauern im Dorf. 1741 wurde im Ort eine Windmühle errichtet.
Theisa besaß 1835 54 Wohnhäuser mit 274 Einwohnern, 6 Pferde, 165 Stück Rindvieh, 392 Schafe, 9 Ziegen und 49 Schweine.
Von 1844 bis 1845 wurde das Dorf durch einen königlichen Feldmesser vermessen.
Bis zur Separation 1848 besaß das Rittergut 683 Morgen in etwa 85 Stücken. Es sollten ferner Begradigungen der Flurgrenzen, der Wege und Gräben und der Kleinen Elster vorgenommen sowie einiger Gemeindebesitz (etwa 30 Morgen) aufgeteilt werden. Vor allem hatte die Ablösung der Abgaben und Dienste der Hüfner und Gärtner an das Rittergut durch Landabgabe zu erfolgen. Nach der Umlegung war nicht nur die Lage, sondern auch die Größe des Grundbesitzes verändert. Das Rittergut besaß nun 847 Morgen.
In der Zeit von 1877 bis 1913 wechselte das Gut Theisa dreimal den Besitzer, bevor es 1915 Otto Haberhaufe kaufte, der es bis zur Enteignung 1950 besaß. Danach wurde das Gut Volkseigentum.
Am 22. April 1945 marschierte die Rote Armee im Ort ein, der das Dorf durch eine Initiative von Emil Keil kampflos übergeben wurde.
Am 6. Dezember 1993 wurde Theisa in die Stadt Bad Liebenwerda eingemeindet.
Vom 14. bis 16. Juni 2002 gab es ein Festwochenende zum 800-jährigen Jubiläum der Ersterwähnung des Ortes. Höhepunkt war die feierliche Einweihung eines neuen Glockenturmes, welcher mit Spenden- und Sponsorengeldern errichtet werden konnte und in welchem eine aus dem Jahre 1827 stammende, von der Firma Reisinger gegossene Glocke hängt. Der alte eiserne Glockenturm, welcher seit Anfang des 20. Jahrhunderts bestand, musste nach mehrfachen Umsetzungen auf Grund von Baufälligkeit abgetragen und verschrottet werden. Pfarrer Meißner aus Bad Liebenwerda erteilte am 14. Juni 2002 der Glocke seinen Segen.
Im Jahre 2003 wurde der Ort Naturparkgemeinde. Theisa beteiligte sich erstmals an diesem Wettbewerb, welcher jährlich durch den Naturpark Niederlausitzer Heidelandschaft ausgerichtet wird.
2005 konnte der 11,50 m hohe Zunftbaum errichtet werden. In der Dorfmitte präsentieren sich so Handwerker und Händler. Für fünf Jahre haben insgesamt acht Gewerke die Möglichkeit, sich gegen Entgelt am Zunftbaum zu präsentieren.

### Ursprüngliche Gemeindegliederung
Neben dem eigentlichen Hauptort, dem heutigen Oberdorf, besaß Theisa drei so genannte Kolonien: Ziegelhäuser, Teichhäuser, welches seinen Namen durch einen damals noch bestehenden großen Teiches erhielt, sowie ab 1785 Thalberg. Thalberg wurde bereits 1235 urkundlich das erste Mal erwähnt, fiel aber später mit Knissen den Machtkämpfen zwischen den Anhängern des Klosters Dobrilugk auf der einen und den Ileburgern mit ihren Anhängern auf anderen Seite zum Opfer und lag spätestens seit dem Dreißigjährigen Krieg, wüst. Thalberg verfügte lange Zeit über keine eigene Feldflur und bekam erst 1936 mit der Zuordnung Knissens wieder eine Gemarkungsfläche und wurde eigenständig.

### Bevölkerung
Die Bewohner von Theisa betrieben seit jeher Ackerbau und Viehzucht. Zudem war die Kleine Elster in der Vergangenheit sehr fischreich, so dass Fischfang betrieben werden konnte. Außerdem baute man auch Wein an.

### Weitere historische Daten
- Im Ersten Weltkrieg fielen 18 Einwohner aus Theisa und im zweiten 32 Menschen.

## Kultur und Sehenswürdigkeiten

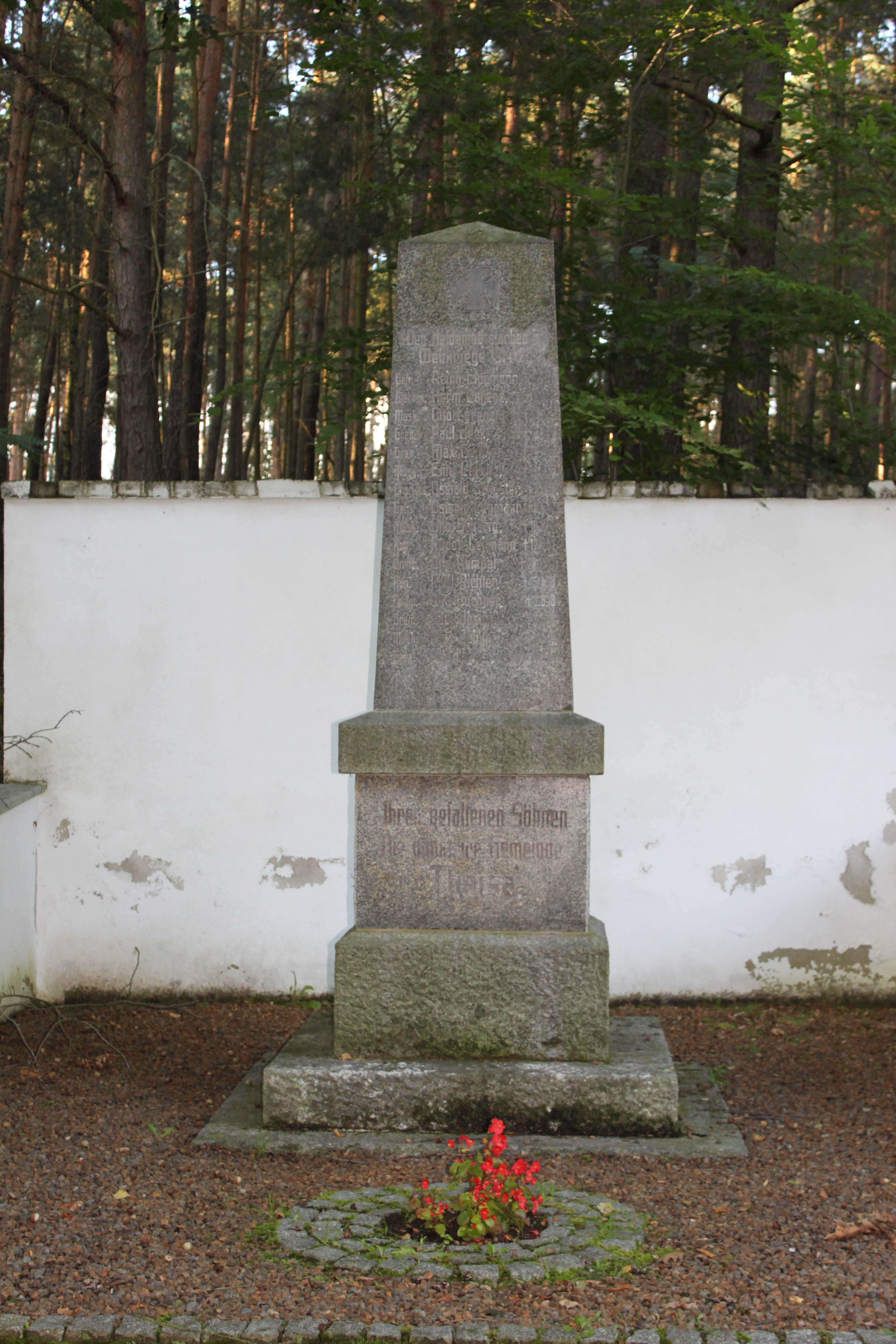
Kriegerdenkmal

### Sehenswürdigkeiten
Sehenswürdigkeiten im Ort sind der 2002 errichtete Glockenturm, sowie die drei Naturdenkmäler, zwei etwa 150 Jahre alte Kastanien, sowie eine 250 Jahre alte Sommerlinde, welche seit 1936 unter Denkmalschutz stehen.
Außerdem befindet sich auf dem Theisaer Friedhof ein Kriegerdenkmal in Form einer Stele zu Ehren der im Ersten Weltkrieg gefallenen Einwohner des Dorfes.

### Jährliche Feste und Veranstaltungen
- Dorf- und Pfingstfest
- Offener Pokallauf der Freiwilligen Feuerwehren am 1. Juliwochenende

## Persönlichkeiten
- Christian August Schulze († 1826 in Theisa), Advokat und Rittergutsbesitzer.